# 国际奶酪奖
国际奶酪奖（International Cheese Awards）是每年在英格蘭楠特威奇（2019年以前）由英国注册慈善机构南特威奇农业协会舉辦的乾酪展會、比賽以及頒發的獎項。相關展會自1897年开始举办。2021年，該展會以及比賽移至斯塔福德郡舉行。 